# Lucius Caecilius Metellus Diadematus

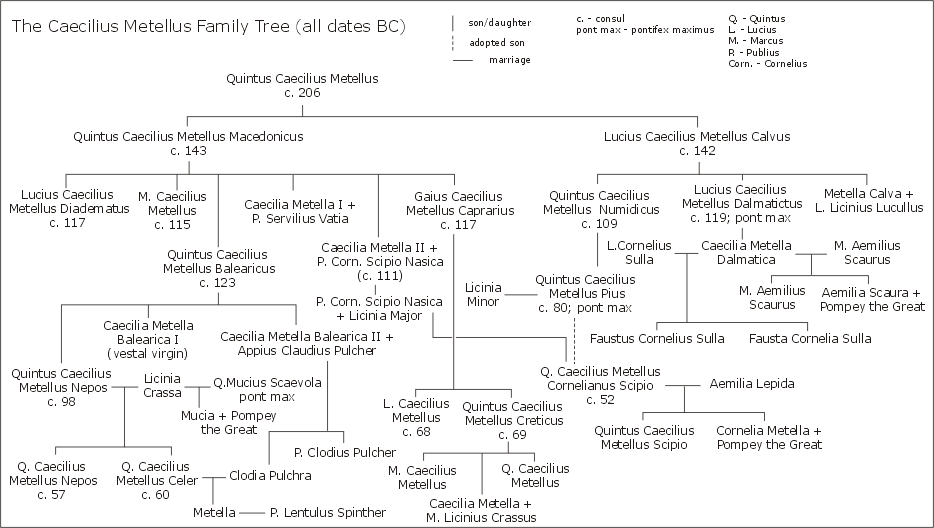
Stamboom van de gens Caecilia

Lucius Caecilius Metellus Diadematus (ca. 160 - 100 v.Chr.) was lid van de invloedrijke gens Caecilia. Hij was de zoon van Quintus Caecilius Metellus Macedonicus en jongere broer van Quintus Caecilius Metellus Balearicus. Zijn cognomen Diadematus dankte hij aan het feit dat hij lange tijd een verband rond zijn hoofd droeg tegen een etterende zweer. Hij was waarschijnlijk een tegenstander van Gaius Sempronius Gracchus. Hij werd door Eutropius verkeerdelijk de overwinning van Lucius Caecilius Metellus Dalmaticus toegeschreven. Hij was consul in 117 v.Chr. en zou het in 115 v.Chr. tot censor schoppen, samen met Gnaius Domitius Ahenobarbus. In die hoedanigheid verklaarde hij Marcus Aemilius Scaurus tot princeps senatus. Hij zou samen met zijn collega ook 32 senatoren uit de senaat zetten en aanstootgevende theateropvoeringen verbieden. In 100 v.Chr. streed hij tegen Lucius Appuleius Saturninus. Hij stelde alles in het werk om zijn neef Quintus Caecilius Metellus Numidicus uit ballingschap te doen terugkeren.